# Джерсийский зоопарк
Джерсийский зоопарк (англ. Jersey Zoo, с 2007 до 3 апреля 2017 года носил название Парк дикой природы имени Даррелла, англ. Durrell Wildlife Park) — частный зоопарк на острове Джерси (Нормандские острова), специализирующийся на содержании и разведении редких и исчезающих видов животных с целью создания искусственных популяций этих видов. Управление зоопарком осуществляется Фондом охраны дикой природы имени Даррелла. Расположен на территории поместья Огр (англ. Les Augrès Manor) в приходе Тринити на острове Джерси (Нормандские острова) в проливе Ла-Манш. Основан в 1959 году английским натуралистом и писателем Джеральдом Дарреллом (1925—1995).

## История
Джерсийский зоопарк был открыт 26 марта 1959 года. Знаменитый английский натуралист и писатель Джеральд Даррелл создал его на территории поместья Огр (англ. Les Augrès Manor), находящегося в 8 км к северу от Сент-Хелиера, столицы Джерси, небольшого острова в проливе Ла-Манш, расположенного неподалёку от побережья Франции и принадлежащего Великобритании. Даррелл специально выкупил это поместье у его бывшего владельца чтобы создать там зоопарк. 
В качестве эмблемы зоопарка основатель выбрал маврикийского дронта, или додо, — птицу, истреблённую человеком в XVII веке.
В 1964 году Даррелл передал управление зоопарком основанному им же Джерсийскому фонду охраны дикой природы (26 марта 1999 года, в день 40-летия со дня открытия Джерсийского зоопарка, переименован в Фонд охраны дикой природы имени Даррелла). 
Подробно история зоопарка описана самим Джеральдом Дарреллом в книгах «Зоопарк в моём багаже», «Поместье-зверинец» и «Поймайте мне колобуса».

## Описание
Зоопарк занимает площадь около 13 га (32 акра). В зоопарке собраны преимущественно редкие и вымирающие виды животных: млекопитающие, птицы, амфибии и рептилии, в общей сложности 156 видов. Среди них есть такие редкие виды животных, как гориллы, орангутаны, белые ушастые фазаны, краснощёкие ибисы, ямайские хутии, очковые медведи и т. д.
Животные размещены в просторных вольерах, напоминающих скорее естественную среду обитания, чем традиционный зоопарк.

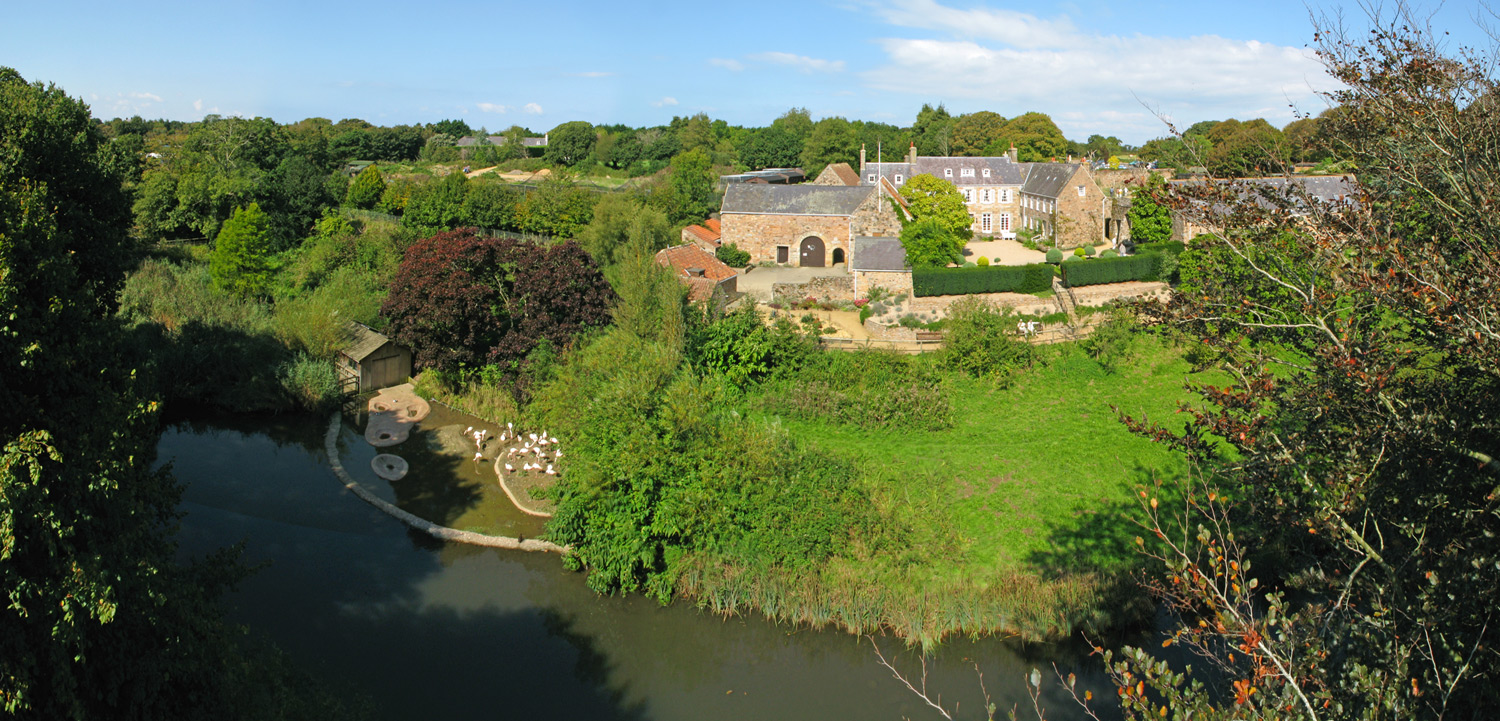
Общий вид зоопарка

## Животные зоопарка
На 1 января 2014 года в Парке дикой природы имени Даррелла содержался 131 вид животных.

### Млекопитающие
Приматы
- Краснолобый лемур (Eulemur rufus)
- Hapalemur alaotrensis
- Кошачий лемур (Lemur catta)
- Рыжий вари (Varecia rubra)

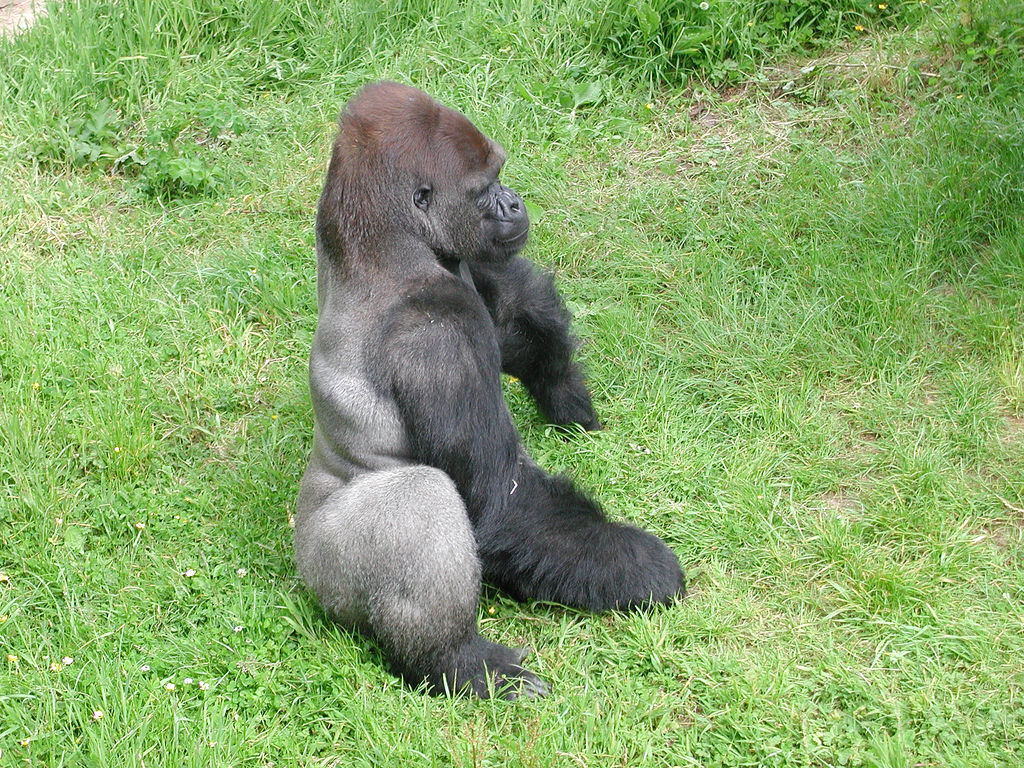
Западная равнинная горилла

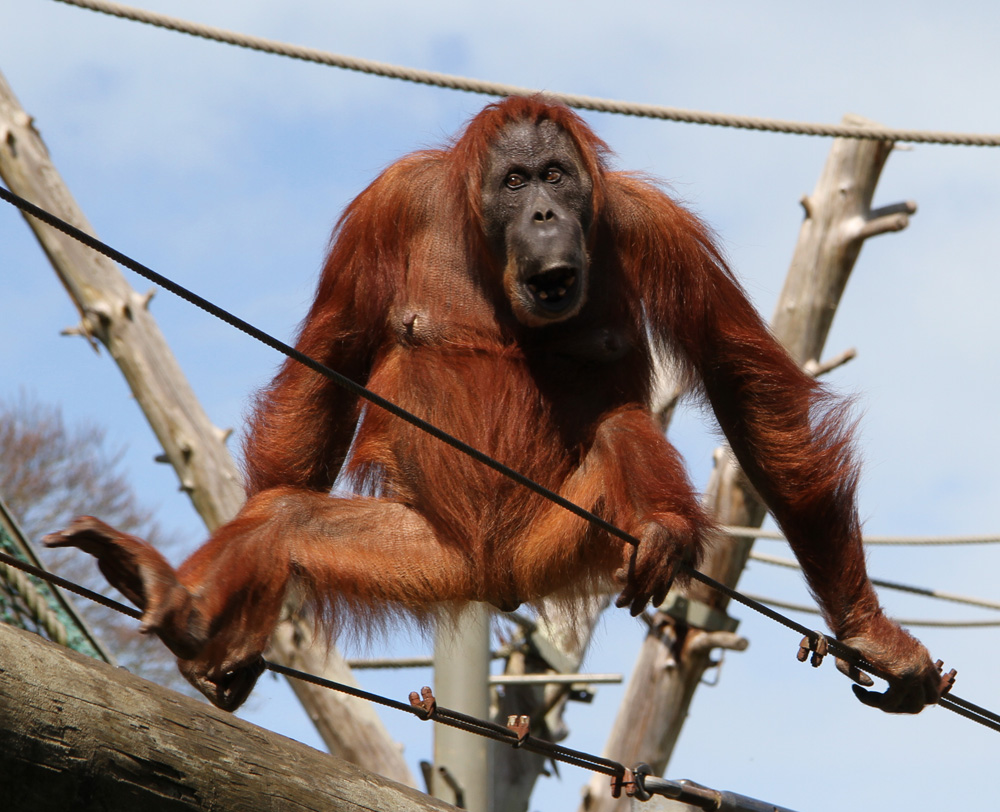
Суматранский орангутан

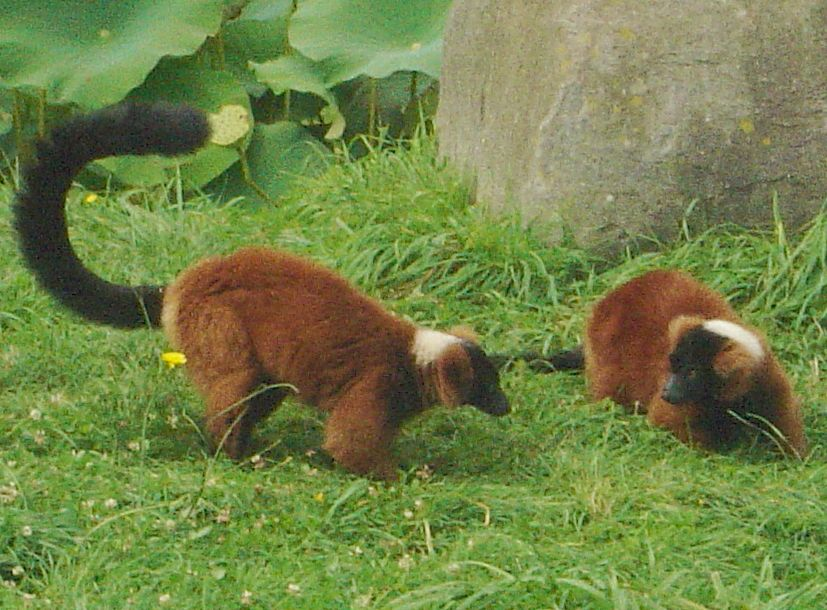
Рыжий вари

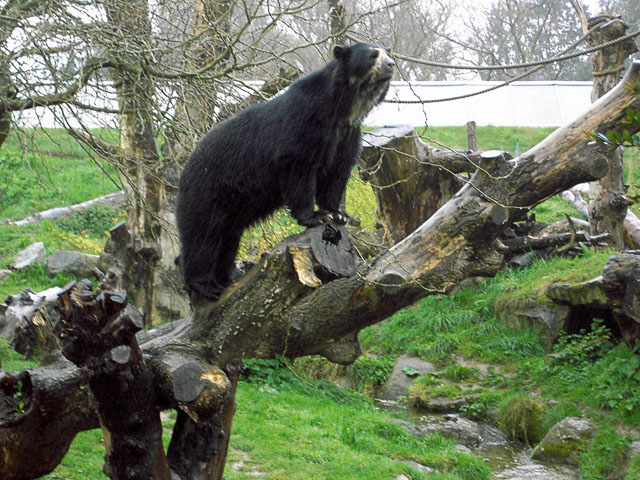
Очковый медведь

- Лемур вари (Varecia variegata variegata)
- Ай-ай (Daubentonia madagascariensis)
- Серебристая игрунка (Mico argentatus)
- Золотистоголовая львиная игрунка (Leontopithecus chrysomelas)
- Чёрная львиная игрунка (Leontopithecus chrysopygus)
- Золотистая львиная игрунка (Leontopithecus rosalia)
- Пегий тамарин (Saguinus bicolor)
- Императорский тамарин (Saguinus imperator subgrisescens)
- Чёрный ревун (Alouatta caraya)
- Хохлатый павиан (Macaca nigra)
- Белорукий гиббон (Hylobates lar)
- Западная равнинная горилла (Gorilla gorilla gorilla)
- Суматранский орангутан (Pongo abelii)

Грызуны
- Воалаво (Hypogeomys antimena)

Рукокрылые
- Коморская летучая лисица (Pteropus livingstonii)
- Родригесская летучая лисица (Pteropus rodricensis)

Хищные
- Линейчатый мунго (Mungotictis decemlineata)
- Суриката (Suricata suricatta)
- Очковый медведь (Tremarctos ornatus)
- Азиатская бескоготная выдра (Aonyx cinerea)
- Обыкновенная носуха (Nasua nasua)

Парнокопытные
- Кистеухая свинья (Potamochoerus porcus pictus)

### Птицы
Фазановые
- Лофура Эдвардса (Lophura edwardsi)
- Палаванский павлиний фазан (Polyplectron napoleonis)

Утиные
- Сухонос (Anser cygnoides)
- Краснозобая казарка (Branta ruficollis)
- Белолицая свистящая утка (Dendrocygna viduata)
- Мадагаскарский чирок (Anas bernieri)
- Мадагаскарская кряква (Anas melleri)
- Пятнистый чирок (Anas hottentota)
- Белоглазый нырок (Aythya nyroca)

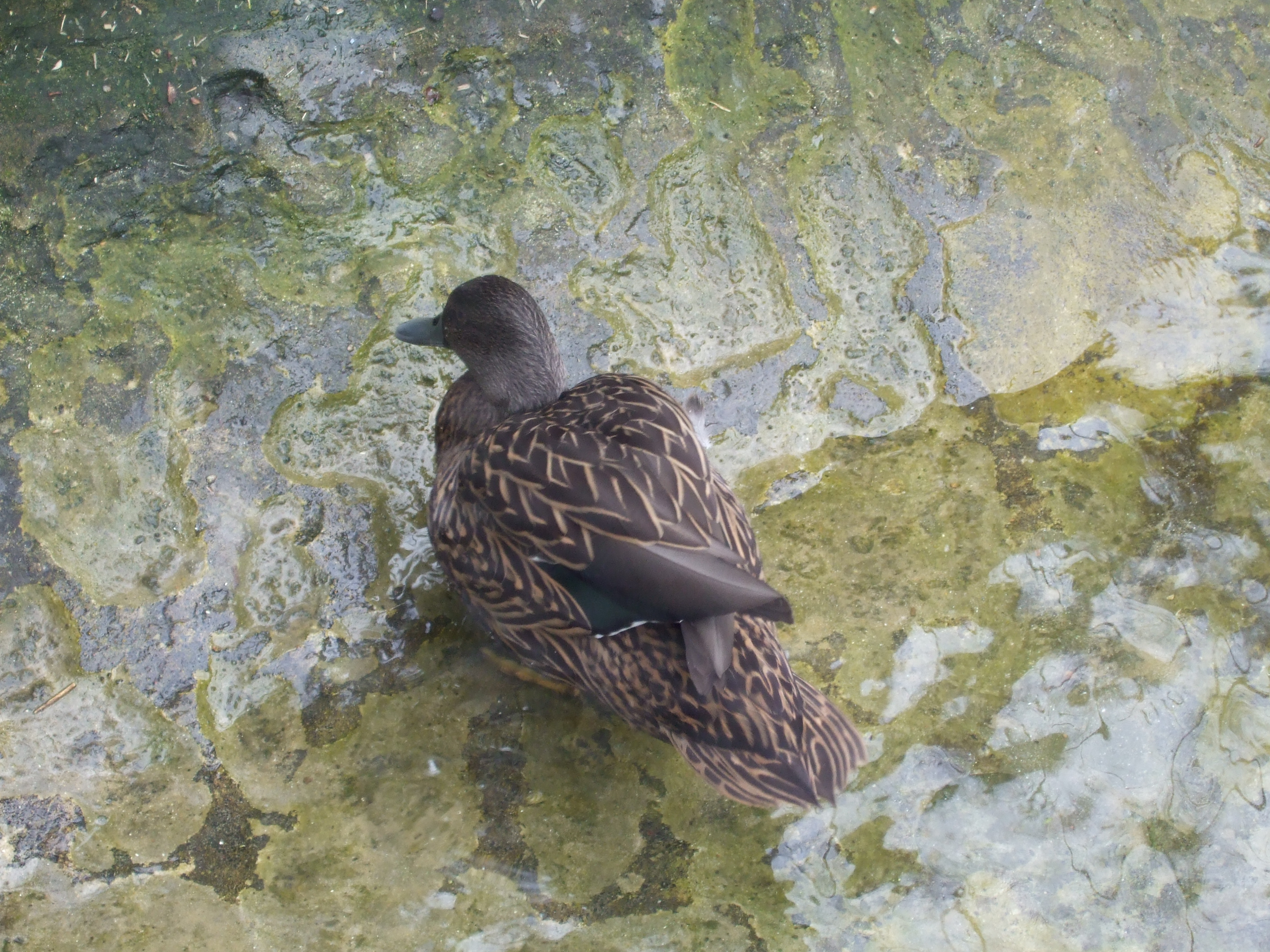
Чирок Меллера

- Мраморный чирок (Marmaronetta angustirostris)
- Африканский блестящий чирок (Nettapus auritus)
- Пеганка (Tadorna tadorna)
- Белоспинная утка (Thalassornis leuconotus leuconotus)

Фламинго
- Чилийский фламинго (Phoenicopterus chilensis)
- Розовый фламинго (Phoenicopterus roseus)

Ибисовые
- Лесной ибис (Geronticus eremita)
- Чубатый ибис (Lophotibis cristata)

Молотоглавы
- Молотоглав (Scopus umbretta)

Журавлиные

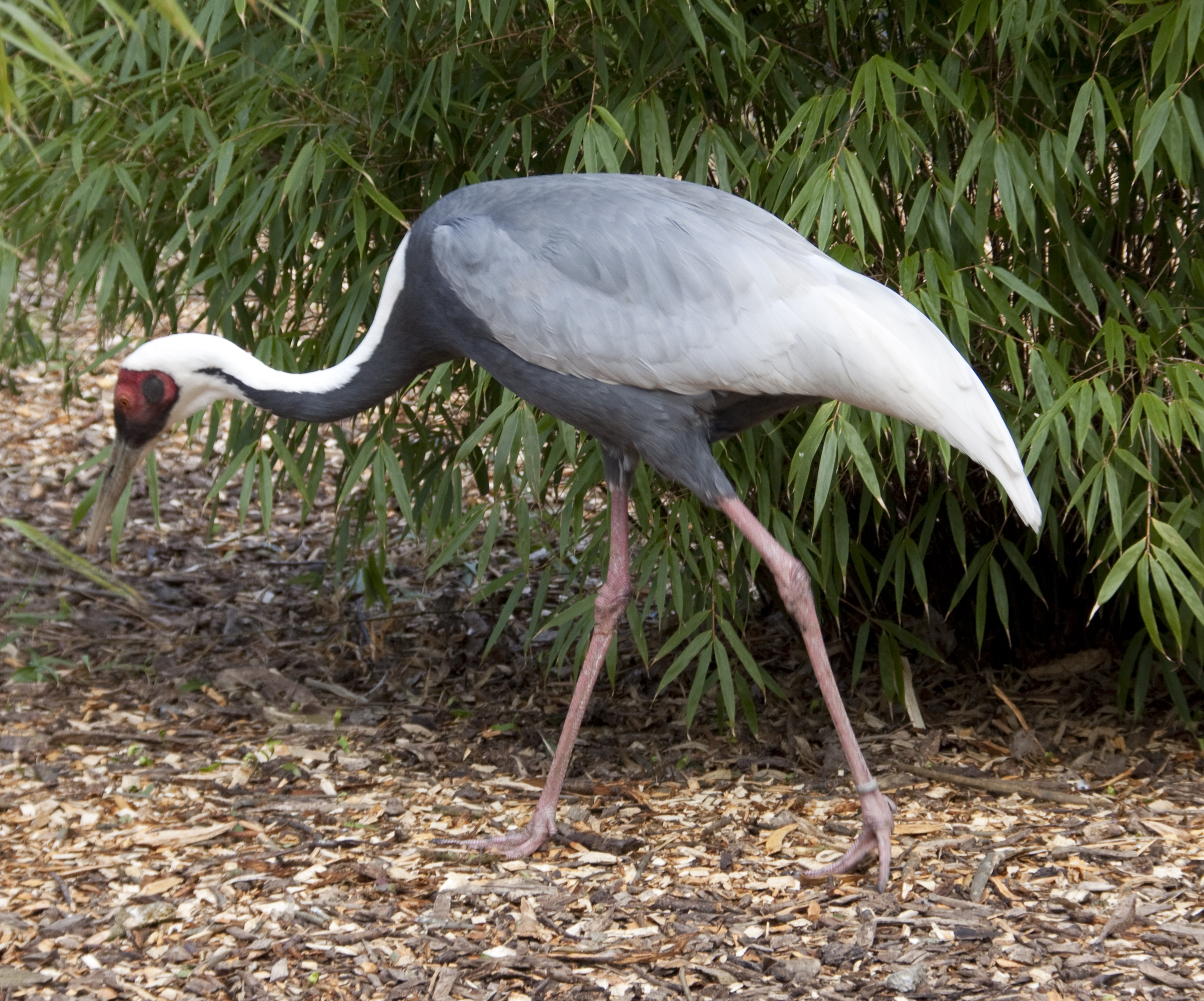
Даурский журавль

- Восточный венценосный журавль (Balearica regulorum)
- Даурский журавль (Grus vipio)
- Африканская красавка (Grus paradisea)

Шилоклювковые
- Ходулочник (Himantopus himantopus)

Голубиные

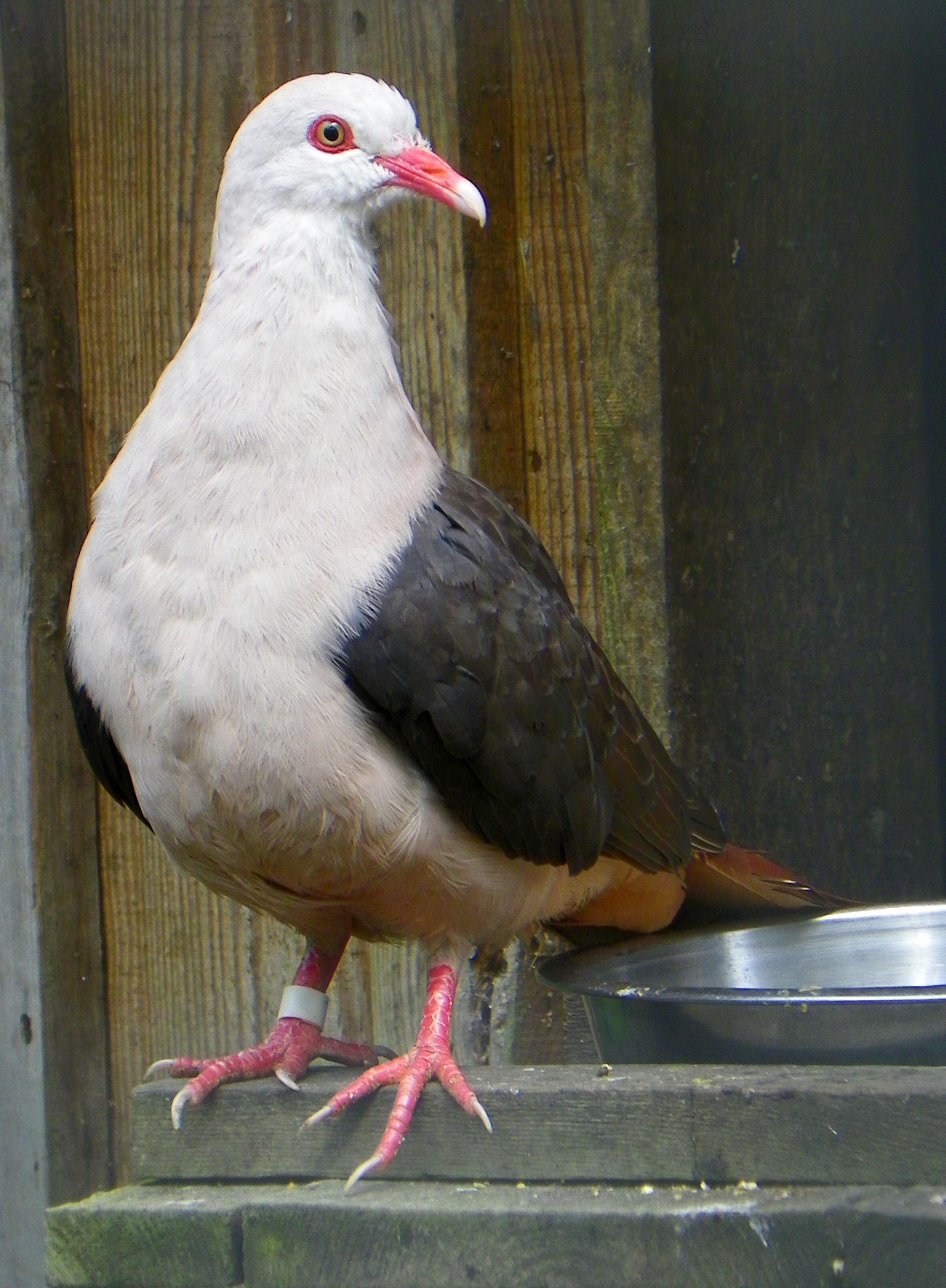
Розовый голубь

- Никобарский голубь (Caloenas nicobarica nicobarica)
- Изумрудный голубь (Chalcophaps indica)
- Розовый голубь (Nesoenas mayeri)
- Филиппинский кровавогрудый голубь (Gallicolumba crinigera)
- Капская горлица (Oena capensis)
- Мадагаскарская горлица (Nesoenas picturata)
- Дикая смеющаяся горлица (Streptopelia roseogrisea)

Попугаи
- Маврикийский ожереловый попугай (Psittacula eques)
- Сент-люсийский амазон (Amazona versicolor)

Тураковые
- Краснохохлый турако (Tauraco erythrolophus)

Птицы-носороги
- Морщинистый калао (Aceros corrugatus)

Воробьинообразные
- Черноголовая питта (Pitta sordida mulleri)
- Клушица (Pyrrhocorax pyrrhocorax)
- Белоголовый бюльбюль (Hypsipetes leucocephalus)
- Восточная белоглазка (Zosterops palpebrosus)
- Голубая ирена (Irena puella)

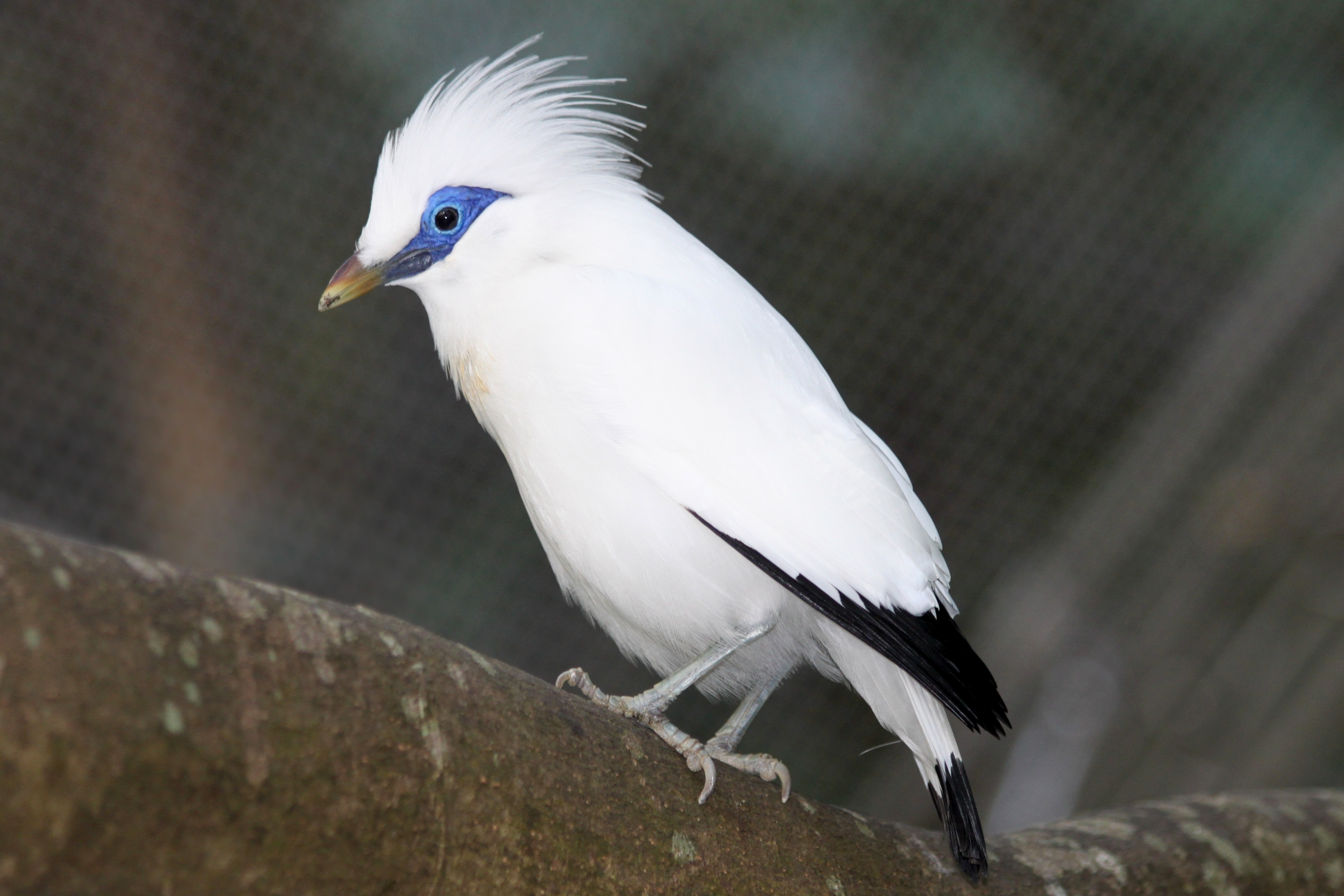
Балийская майна

- Тропический певчий пересмешник (Mimus gilvus)
- Балийский скворец (Leucopsar rothschildi)
- Белопоясничный дрозд-шама (Copsychus malabaricus)
- Белошапочная чекановая горихвостка (Cossypha albicapilla)
- Zoothera dohertyi

- Синеголовая тимелия (Garrulax courtoisi)
- Китайский соловей (Leiothrix lutea)
- Омейская лиоцихла (Liocichla omeiensis)
- Краснохвостая кустарница (Garrulax milnei)
- Краснобрюхая нильтава (Niltava sundara)
- Мадагаскарский фоди (Foudia madagascariensis)

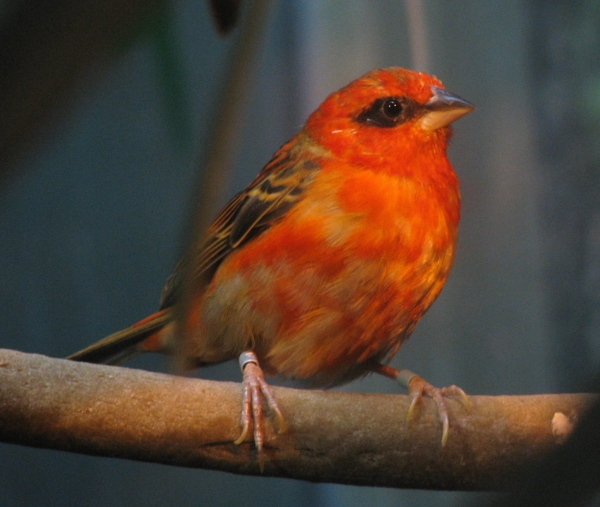
Мадагаскарский фоди

- Монтсерратский цветной трупиал (Icterus oberi)
- Доминиканский кардинал (Paroaria dominicana)
- Толстоклювая эуфония (Euphonia laniirostris)
- Ramphocelus bresilius
- Серебряногорлая танагра (Tangara icterocephala)

### Пресмыкающиеся
Черепахи

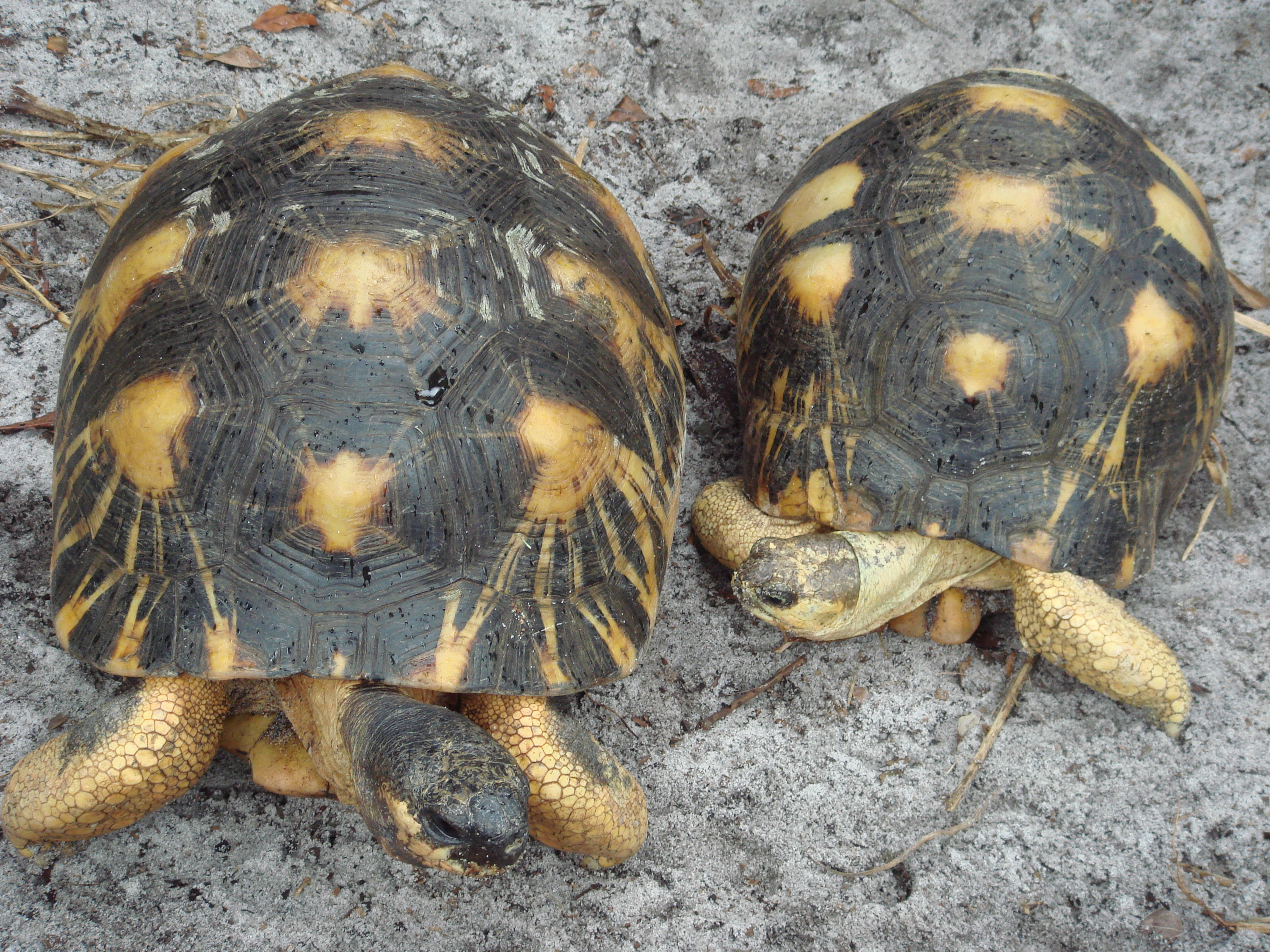
Лучистая черепаха

- Красноухая черепаха (Trachemys scripta elegans)
- Колючая черепаха (Heosemys spinosa)
- Лучистая черепаха (Astrochelys radiata)
- Мадагаскарская клювогрудая черепаха (Asterochelys yniphora)
- Галапагосская слоновая черепаха (Chelonoidis nigra)
- Плоскохвостая черепаха (Pyxis planicauda)

Ящерицы

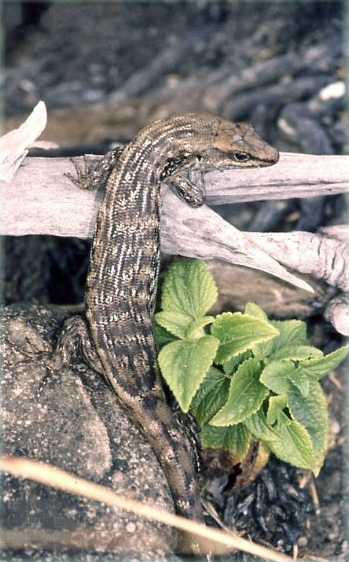
Сцинк Телфэра

- Acanthosaura lepidogaster
- Борнеоский калот (Bronchocela cristatella)
- Бородатая агама (Pogona vitticeps)
- Реюньонский пантерный хамелеон (Furcifer pardalis)
- Пятнистый анолис (Anolis roquet summus)
- Кубинская циклура (Cyclura nubila nubila)
- Iguana delicatissima
- Laemanctus serratus
- Leiocephalus carinatus
- Малый ночной геккон (Nactus coindemirensis)
- Зелёная ящерица (Lacerta viridis)
- Маврикийский сцинк (Gongylomorphus bojerii)
- Сцинк Телфэра (Leiolopisma telfairii)
- Папуанская исполинская ящерица (Tiliqua gigas)
- Мексиканский ядозуб (Heloderma horridum exasperatum)
- Комодский варан (Varanus komodoensis)
- Изумрудный варан (Varanus prasinus)

Змеи
- Древесный маскаренский удав (Casarea dussumieri)
- Тёмный тигровый питон (Python molurus bivittatus)
- Маисовый полоз (Pantherophis guttatus)
- Зелёный полоз (Gonyosoma oxycephalum)
- Поперечнополосатая королевская змея (Lampropeltis triangulum campbelli)
- Цепкохвостый ботропс Шлегеля (Bothriechis schlegelii)
- Обыкновенная гадюка (Vipera berus)

### Земноводные
Бесхвостые
- Жаба-ага (Bufo marinus)
- Разноцветная жаба (Pedostibes hosii)
- Голубой древолаз (Dendrobates azureus)
- Загадочный древолаз (Excidobates mysteriosus)
- Маленький древолаз (Dendrobates pumilio)
- Полосатый листолаз (Phyllobates vittatus)

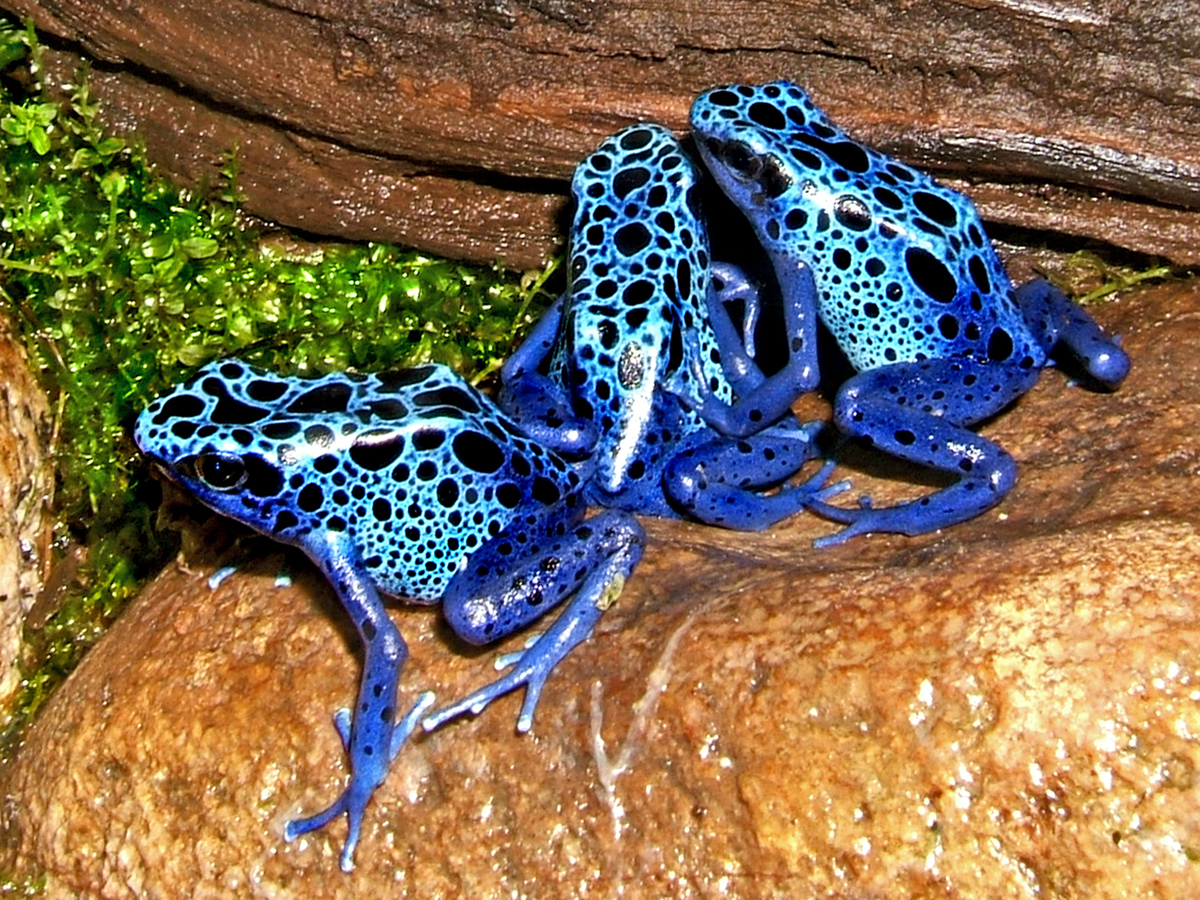
Голубой древолаз

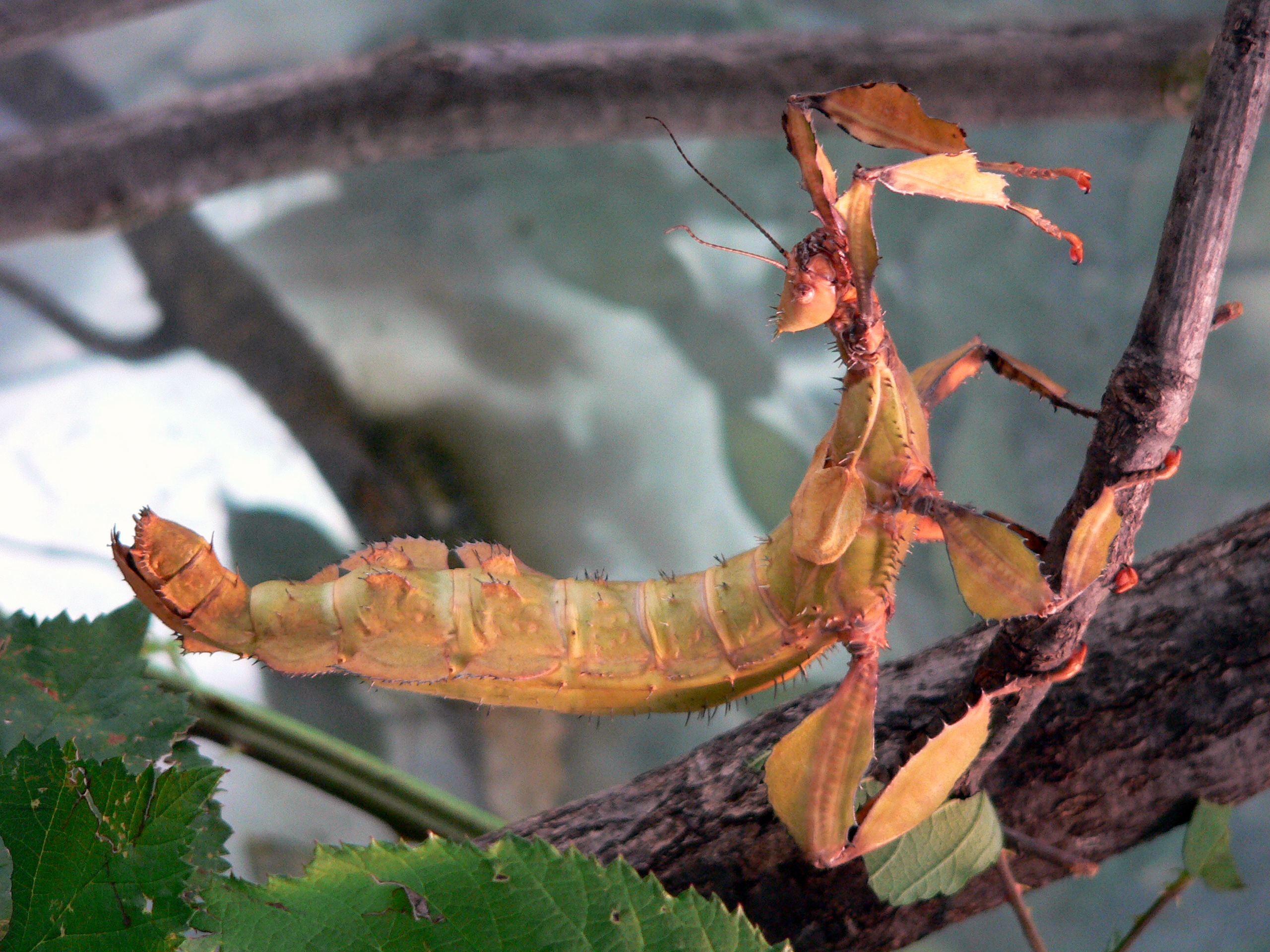
Гигантский австралийский палочник

- Trachycephalus resinifictrix
- Карибская листовая лягушка (Eleutherodactylus martinicensis)
- Антильский свистун (Leptodactylus fallax)
- Лишаистый веслоног (Theloderma corticale)

### Рыбы
- Farlowella acus
- Усатый сомик-анцистр (Ancistrus cirrhosus)
- Corydoras trilineatus
- Красный неон (Paracheirodon axelrodi)

### Членистоногие
- Extatosoma tiaratum — гигантский австралийский палочник
- Gromphadorhina portentosa — гигантский мадагаскарский таракан
- Archispirostreptus gigas — гигантская африканская многоножка
- Caridina japonica — японская креветка

### Моллюски
- Lissachatina fulica — Ахатина гигантская
- Archachatina marginata

## Фотогалерея

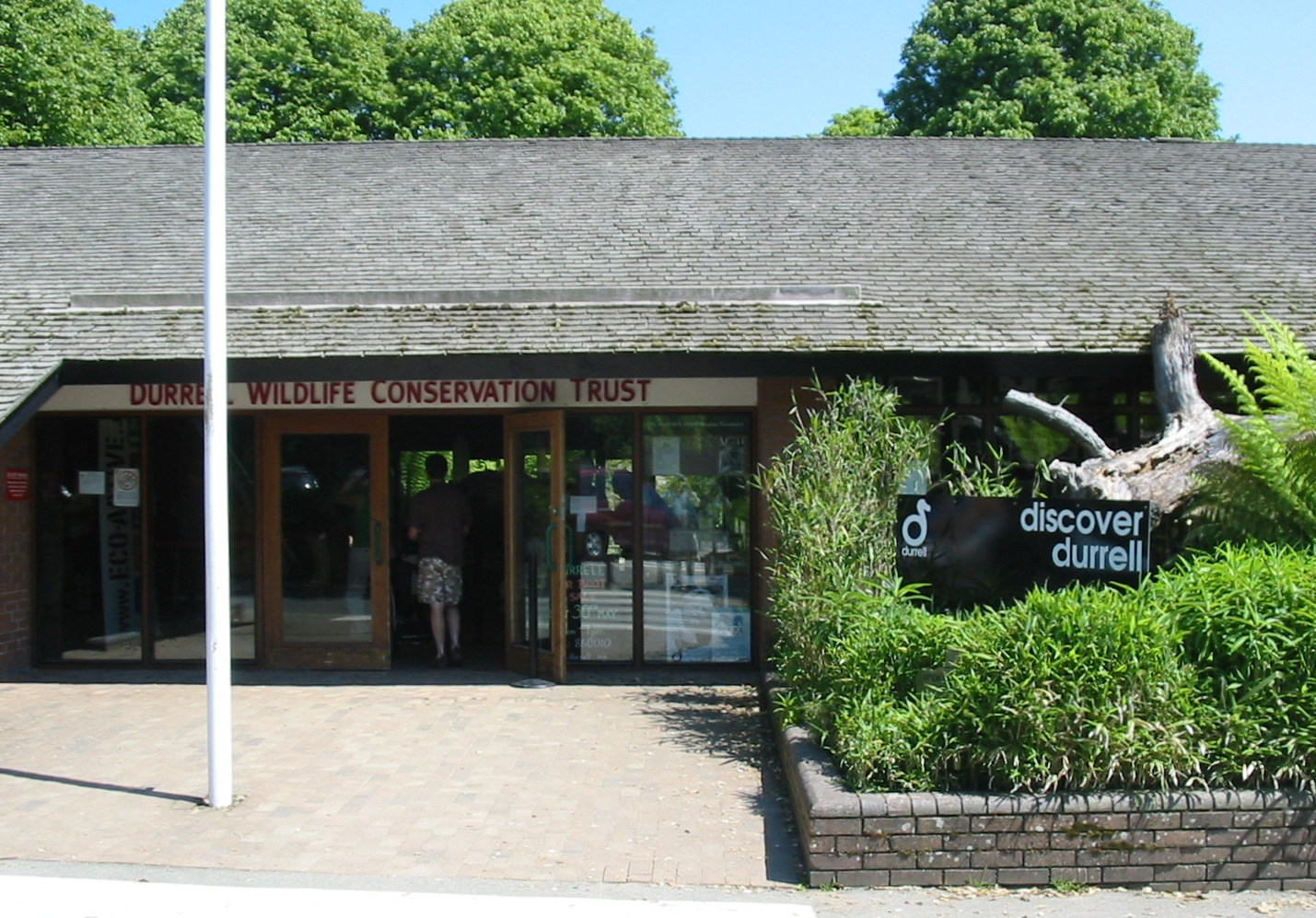
Вход в зоопарк
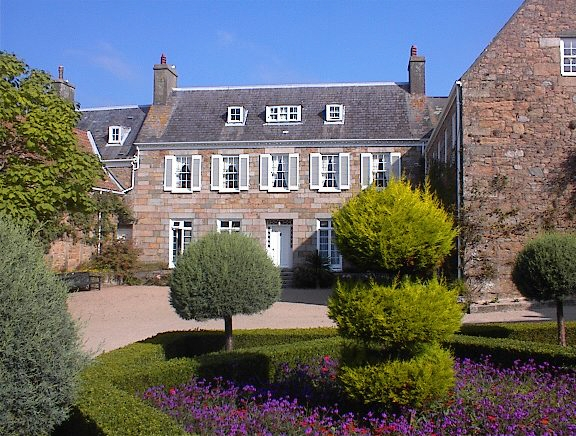
Поместье Огр, административное здание зоопарка
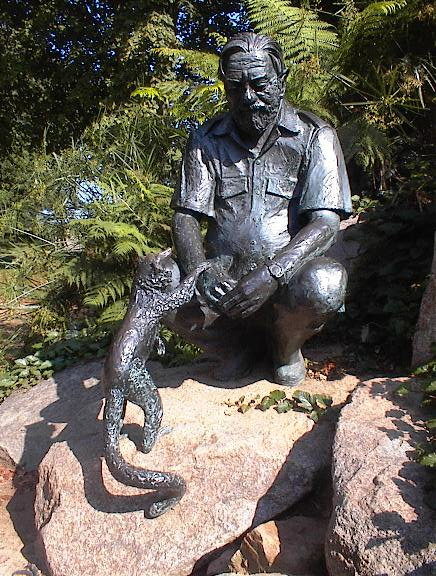
Памятник основателю зоопарка Джеральду Дарреллу
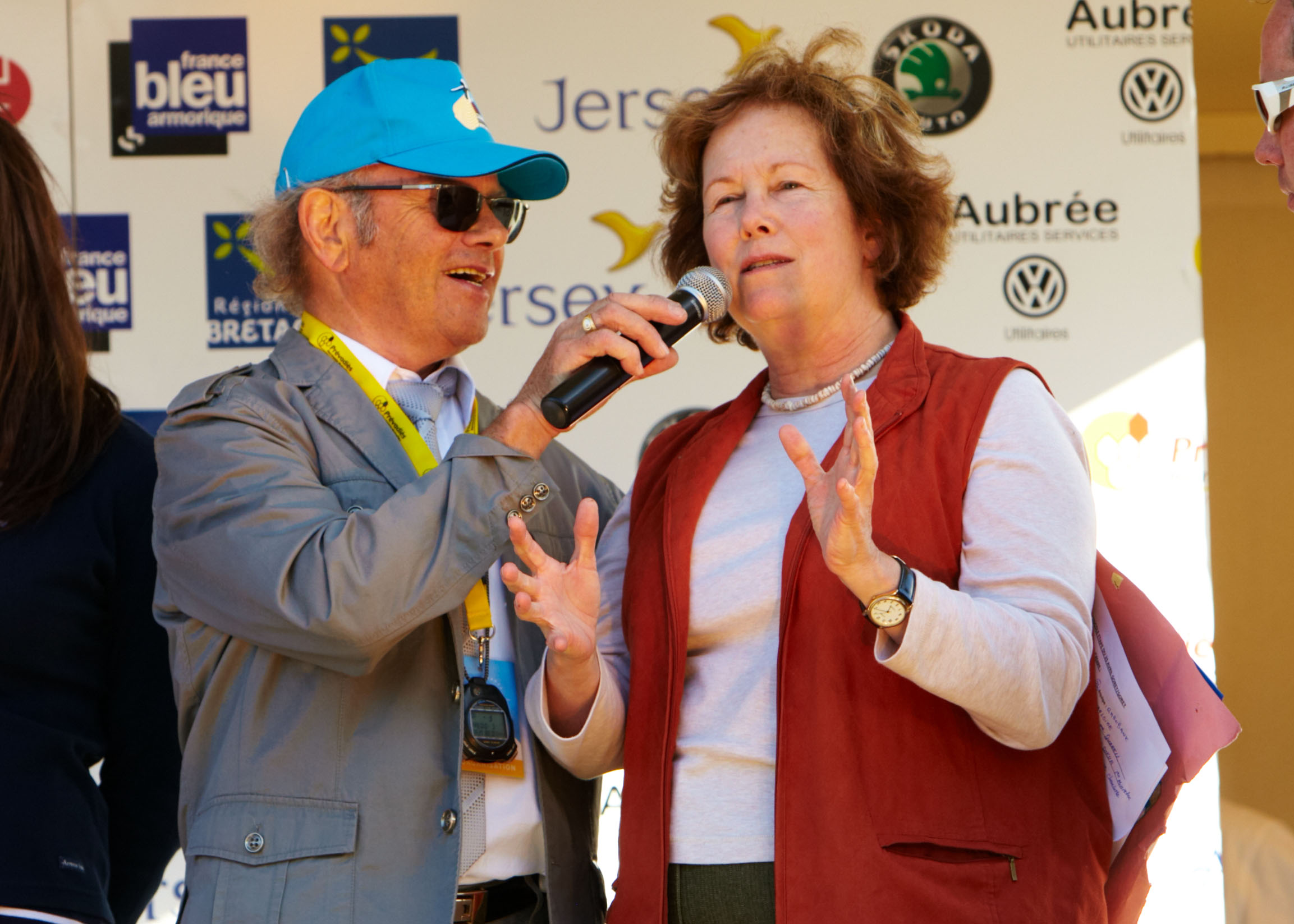
Почётный директор Фонда Ли Даррелл
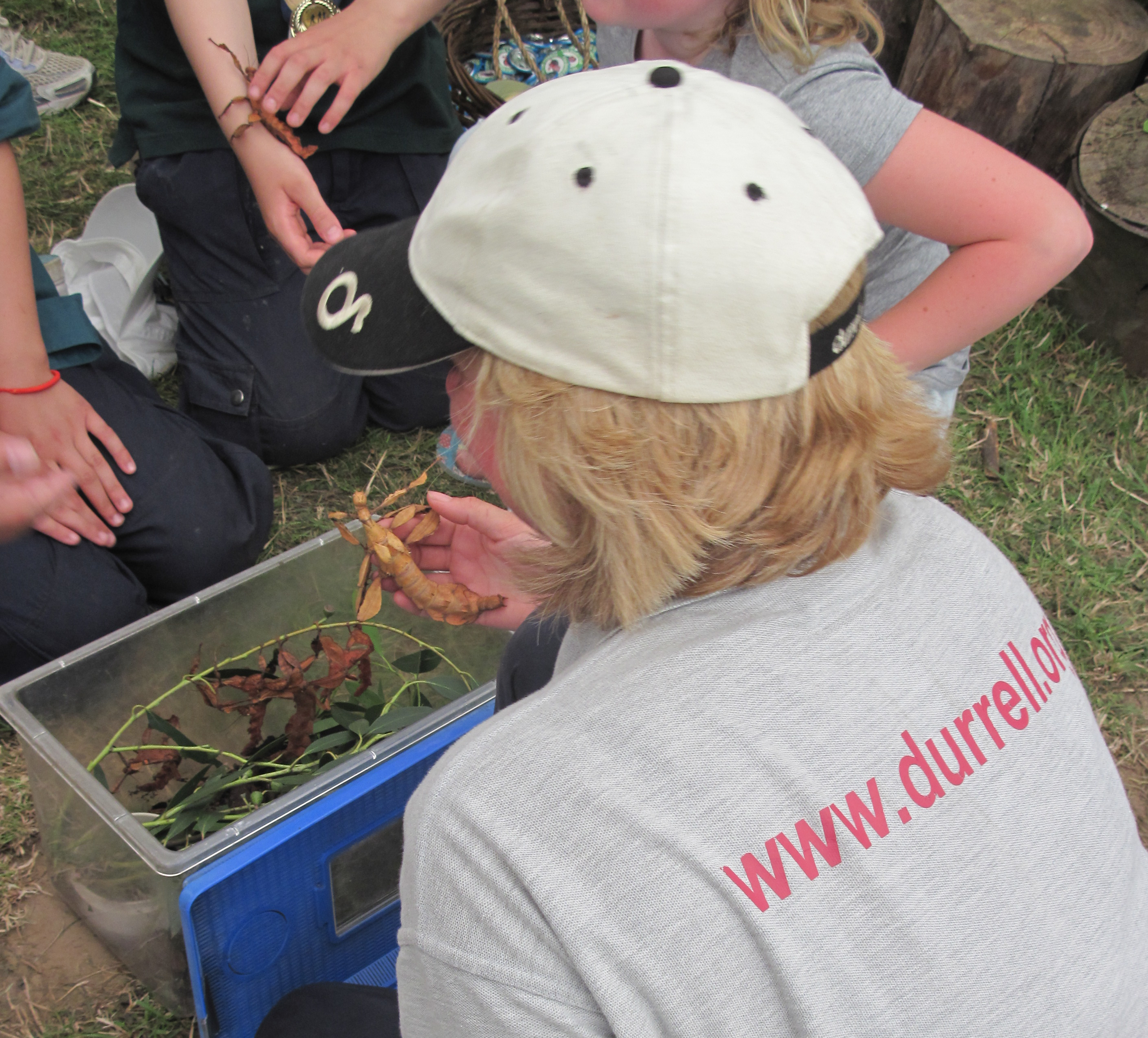
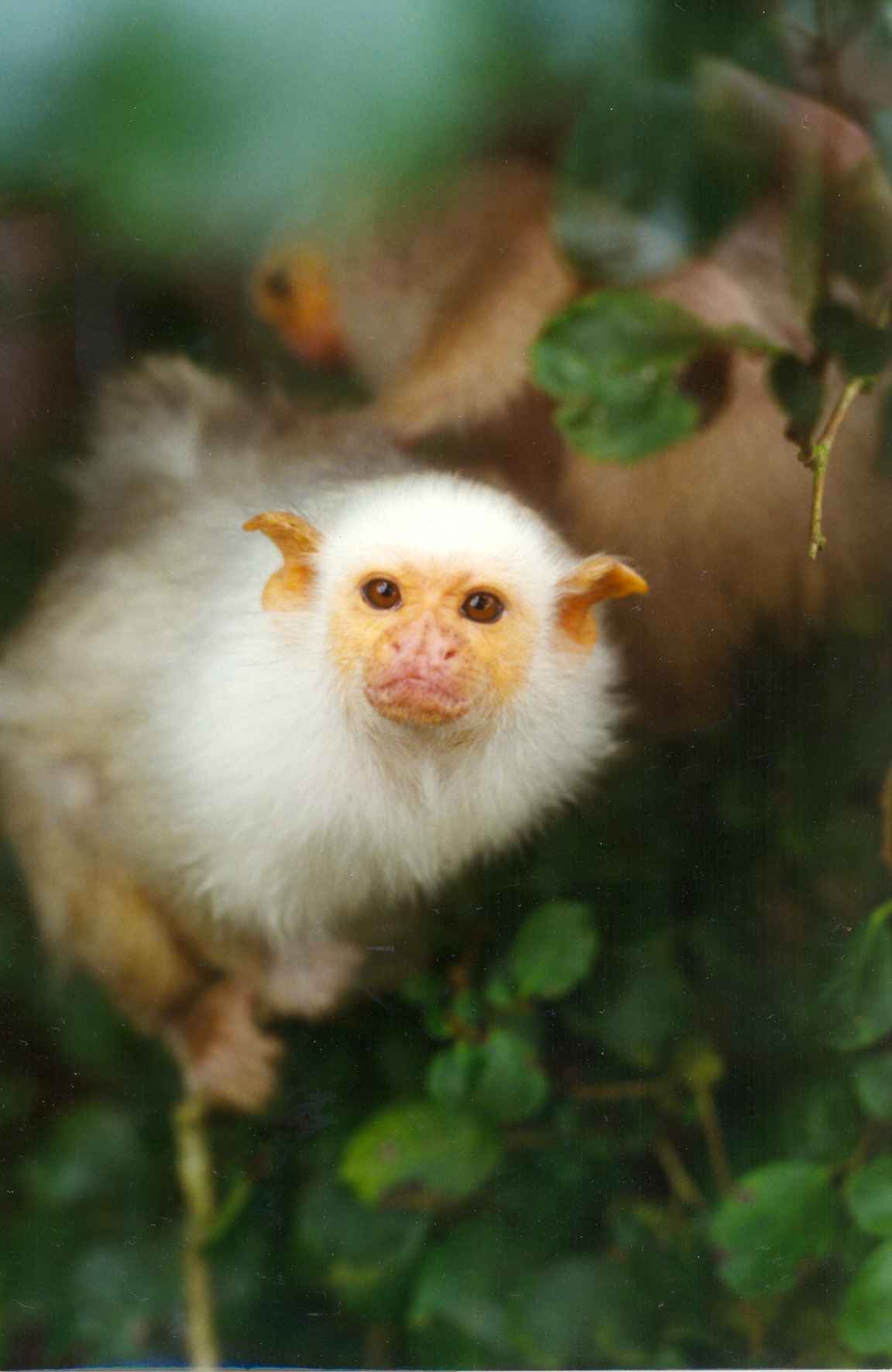
Серебристая игрунка
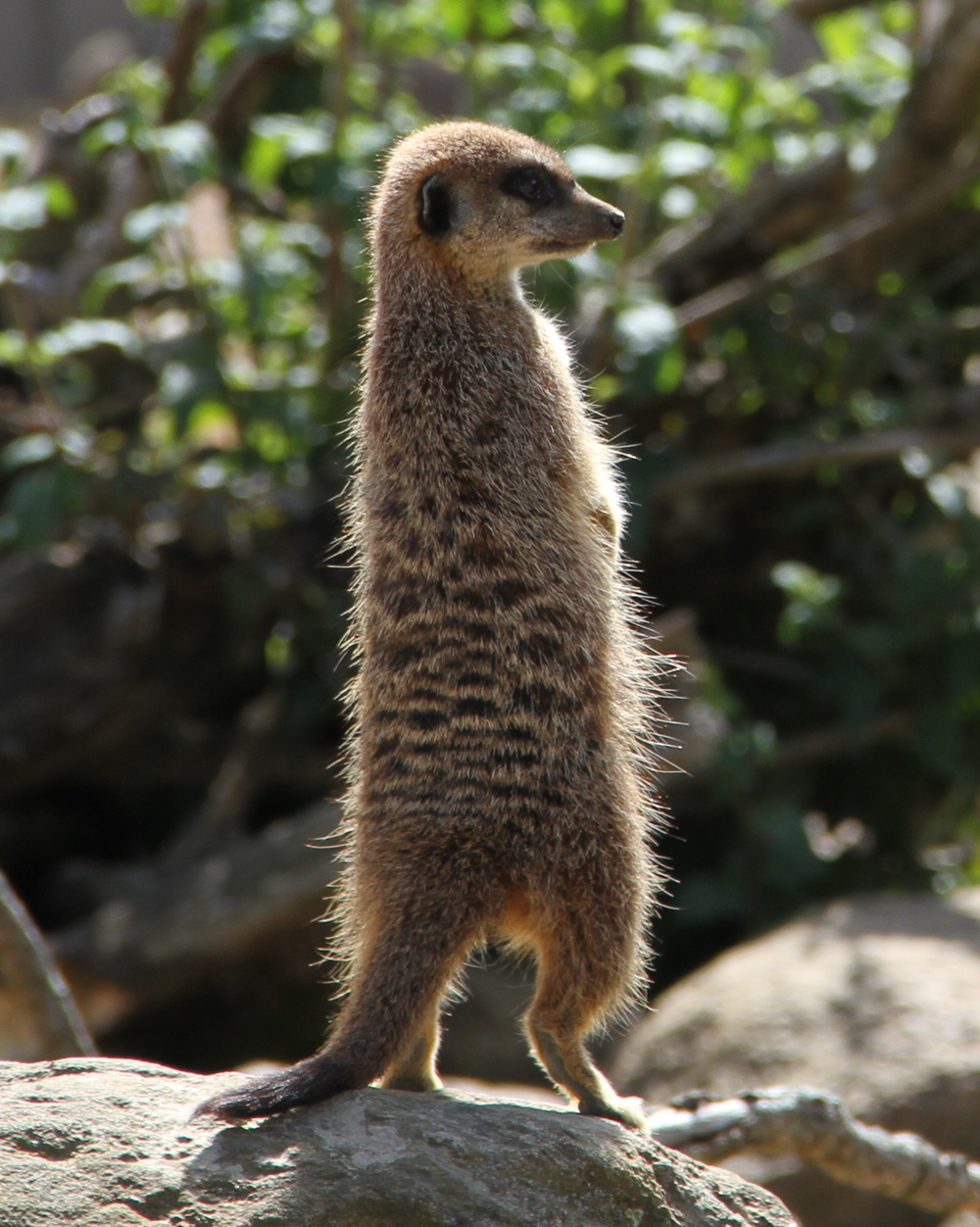
Суриката
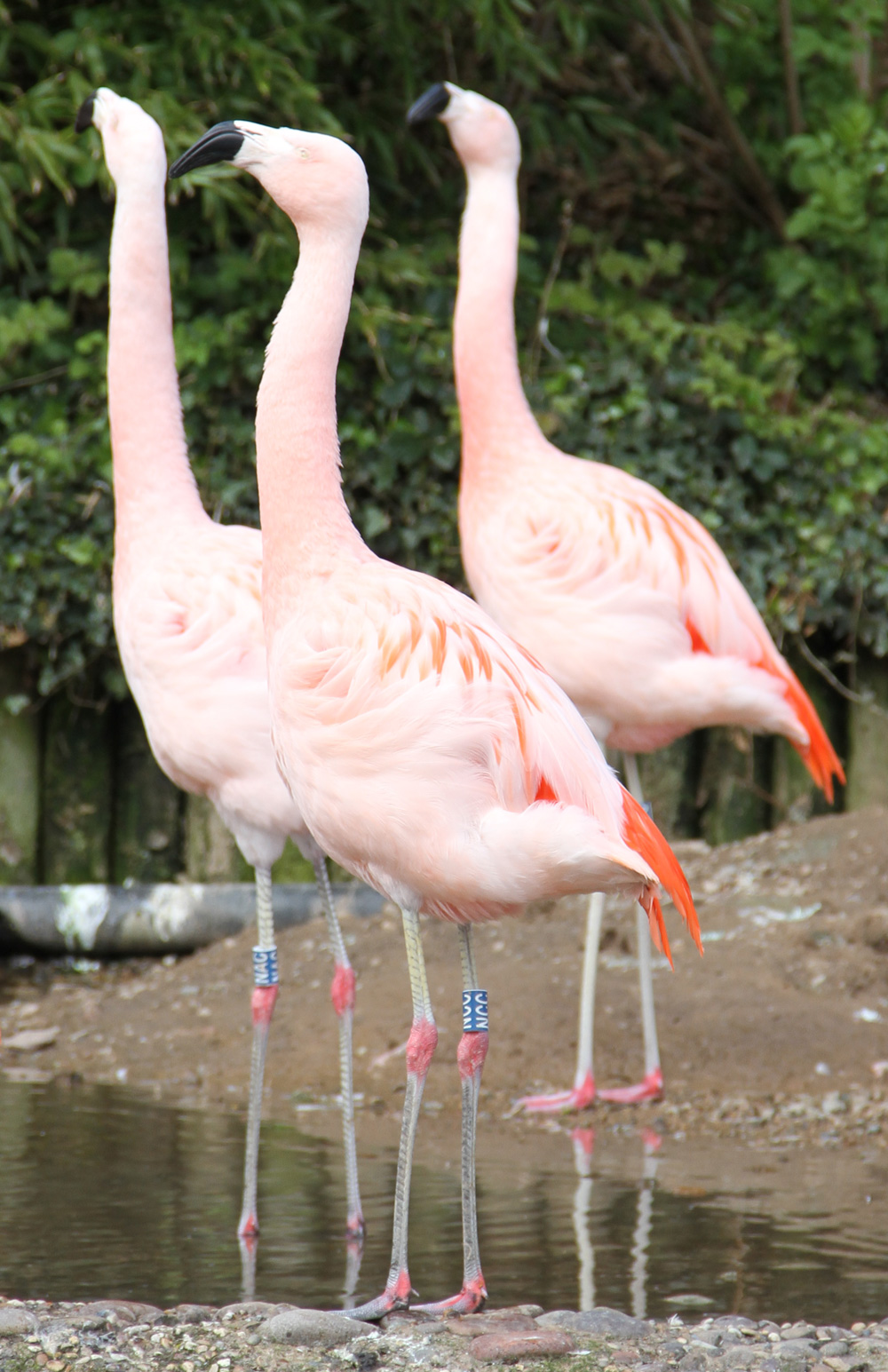
Фламинго
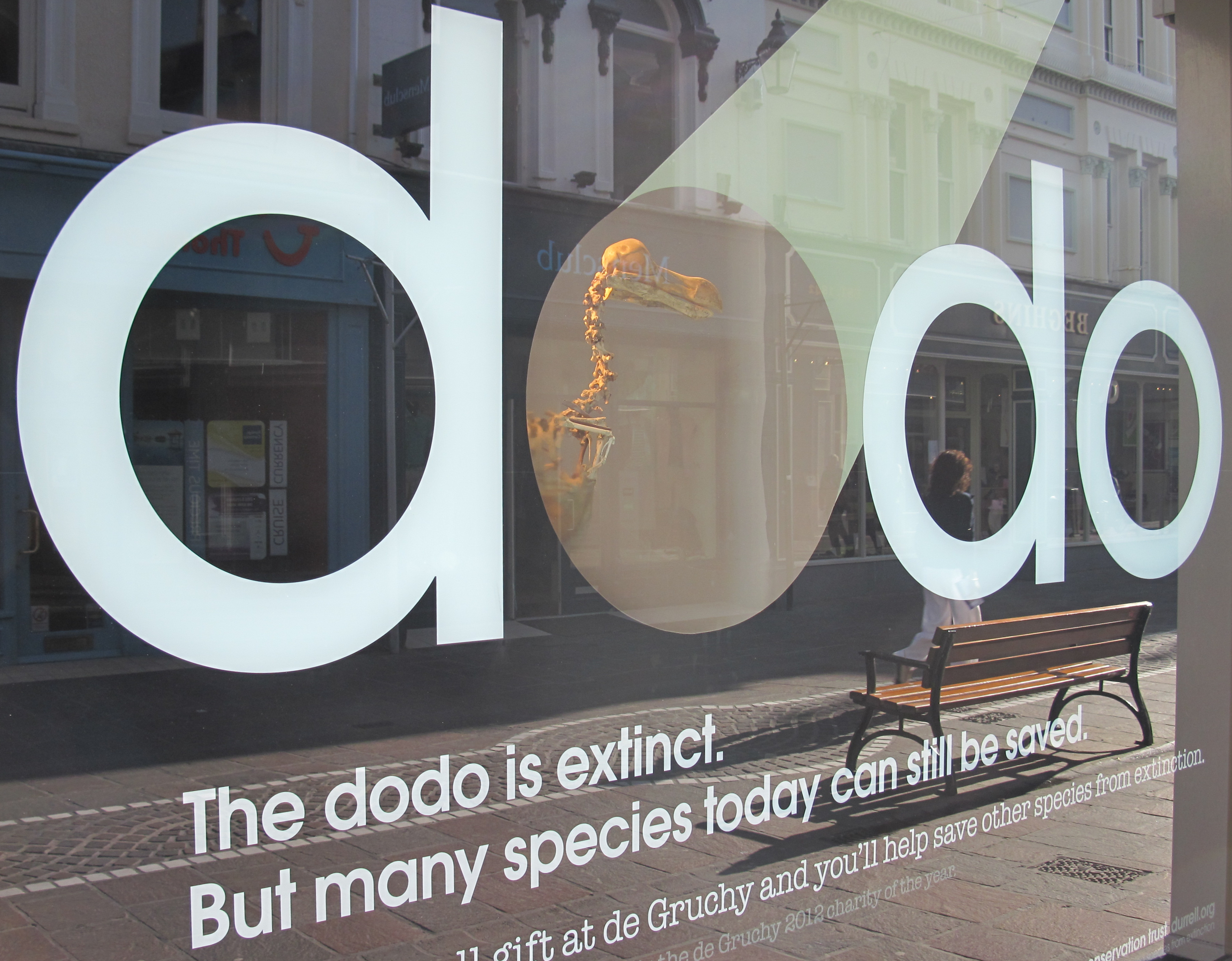